# Gaz manufacturé
Les gaz manufacturés sont des gaz qui ont été fabriqués à partir de 1785, date de leur invention, dans des usines à gaz. Ils sont utilisés d'abord comme gaz d'éclairage, par la suite comme combustible pour les turbines et moteurs, pour le chauffage ainsi que la cuisson. Ces gaz furent remplacés par l'électricité dans leurs applications d'éclairage à partir de 1880, dans les autres applications par le gaz naturel aux environs de 1960. L'histoire du gaz manufacturé est liée à l'histoire de nos villes et des grands groupes énergétiques modernes. Il est appelé de nos jours gaz de synthèse ou syngaz.

## Histoire
L'émergence du gaz d'éclairage et des gaz manufacturés est le résultat des recherches et inventions conjuguées du français Philippe Lebon, de l'anglais William Murdoch et de l'allemand Frédéric-Albert Winsor.

## Composition
La plupart des gaz manufacturés contiennent principalement du dihydrogène, du méthane, de l'oxyde de carbone.

## Définitions

### Distillation
La plupart des gaz manufacturés historiques sont obtenus par distillation, c'est le terme qui est très largement utilisé dans les traités scientifiques du XIXe siècle. Il s'agirait en fait plutôt d'une pyrolyse (ou craquage thermique ou cokéfaction, distillation sèche, distillation destructive). Dans l'acception moderne, la pyrolyse est la décomposition d'un composé organique par la chaleur pour obtenir d'autres produits (gaz et matière) qu'il ne contenait pas. La distillation est un procédé de séparation des constituants d'un mélange homogène dont les températures d'ébullition sont différentes.

### Usine à gaz et cokeries
Les usines à gaz sont les usines qui furent mises en œuvre pour la production des gaz manufacturés, généralement à partir de houille (gaz de houille). Dans les usines à gaz, le coke, combustible précieux pour la sidérurgie est un sous-produit de la production du gaz de houille.
Dans les cokeries, qui deviendront le principal fournisseur de gaz de ville par la suite, le gaz de houille, est un sous-produit de la production du coke à partir de la houille. Le coke est principalement utilisé en sidérurgie.
Les usines à gaz sont abandonnées à partir de 1930.

### Gazomètre
Un gazomètre est un réservoir servant à stocker le gaz manufacturé ou le gaz naturel à température ambiante et à une pression proche de la pression atmosphérique. Le volume du réservoir varie selon la quantité de gaz qu'il contient, la pression étant assurée par une cloche mobile verticalement. Les plus grands gazomètres ont des capacités allant jusqu'à 350 000 m3, pour des structures atteignant plus de 60 m de diamètre.

### Gaz d'éclairage
Les premiers gaz manufacturés servent à l'éclairage des villes et prennent le nom de « gaz d'éclairage ».

### Gaz de ville
Le gaz d'éclairage sert par la suite de combustible pour les turbines et moteurs, pour le chauffage ainsi que la cuisson. L'appellation gaz de ville, provient du fait que le gaz d'éclairage est essentiellement distribué dans les villes et ne sert désormais plus seulement à s'éclairer. De nos jours, l'appellation gaz de ville recouvre indifféremment et selon les régions, le gaz produit à partir de la houille, ou le gaz naturel distribué à l'usager.

### Pouvoir éclairant
Les premières rationalisations en vue de la quantification du pouvoir éclairant apparaissent avec l'invention du gaz d'éclairage en 1785 et ses développements à partir de 1816 à Paris, pour lequel il fallut faire des choix importants en ce qui concerne la source d'approvisionnement des gaz, et le choix des luminaires. La photométrie, discipline souvent délaissée, y trouvera matière à évoluer.

## Gaz manufacturés

### Gaz de bois
Le gaz de bois est le gaz mis au point entre 1785 et 1786, en France, par l'ingénieur Philippe Lebon. Il est obtenu par distillation du bois.

### Gaz de houille
Le gaz de houille est le gaz découvert et diffusé par l'ingénieur anglais William Murdoch et l'inventeur allemand Frédéric-Albert Winsor. C'est le gaz manufacturé le plus utilisé à partir de 1800-1810.

### Gaz d'huile
La fabrication du gaz d'huile à partir d'huiles animales et d'huiles végétale, a été découverte et établie en Angleterre par un certain Taylor vers 1830. Le gaz d'huile sera exploité avec plus ou moins de succès dans des applications où la recherche d’un bon « pouvoir éclairant » l’emporte sur celle d'économie.

### Gaz de schiste bitumineux
En 1870, le gaz dit « portatif », transporté dans la circulation à Paris et dans les communes suburbaines, est uniquement fourni par la distillation d'un schiste bitumineux appelé « boghead ».

### Gaz de pétrole
Vers 1870, les pétroles se déversent sur le marché. On songe à utiliser les résidus visqueux de leur distillation, lesquels sont à bas prix, pour la production du gaz d'éclairage.

#### Gaz Pintsch
Du nom de son inventeur Julius Pintsch, le gaz Pintsch était obtenu par distillation de goudron ou de résidus de pétrole. Il fut utilisé à des fins d'éclairage notamment dans les voitures de chemin de fer et dans les phares.

#### Gaz Blau
Du nom de son inventeur Hermann Blau, le Gaz Blau était obtenu par distillation des huiles minérales, le naphta obtenu était comprimé jusqu'à l'état liquide et stocké dans des bombonnes d'acier. Il fut utilisé pour l'éclairage et le chauffage mais également comme gaz de propulsion du LZ 127 Graf Zeppelin.

### Gaz de résine
Des  expériences réalisées à Anvers vers 1837 montrent que le pouvoir éclairant du gaz de résine est deux fois supérieur au gaz de houille
 Ainsi, la ville de Gand fut dans un premier temps éclairée au gaz de résine ; mais ce gaz ne donnant aucun résidu (la houille donne du coke, qui se vend aussi cher que la houille elle-même, de sorte que le gaz ne coûte presque rien), la compagnie anglaise responsable de l'éclairage à Gand, abandonna le gaz de résine pour le gaz de houille.

### Gaz de tourbe
Les expériences menées vers 1850 pour obtenir du gaz de tourbe ne furent pas concluantes, le pouvoir éclairant du gaz de tourbe étant trop faible.
En 1870, « ce gaz jouit d'un assez grand pouvoir éclairant. La tourbe introduite dans une cornue chauffée au rouge sombre donne immédiatement un mélange de gaz permanents et de vapeurs, susceptibles de condensation en un liquide oléagineux. Le gaz, par lui-même, est peu éclairant ; mais l'huile de tourbe, séparée et soumise à une nouvelle distillation, se résout tout entière en un gaz riche en hydrocarbures éclairants. On mêle les deux gaz et on obtient un gaz combustible dont le pouvoir éclairant est supérieur à celui du gaz de houille qui alimente Paris. D'après Foucault, le pouvoir éclairant de ce gaz de tourbe s'est maintenu entre des limites représentées par 150 et 300, le pouvoir éclairant du gaz de Paris étant représenté par 100. »

### Gaz à l'eau
Le gaz à l'eau est un gaz de synthèse produit par action de l'eau sur du charbon ou du coke incandescents.

## Gaz contemporains des gaz manufacturés

### Acétylène

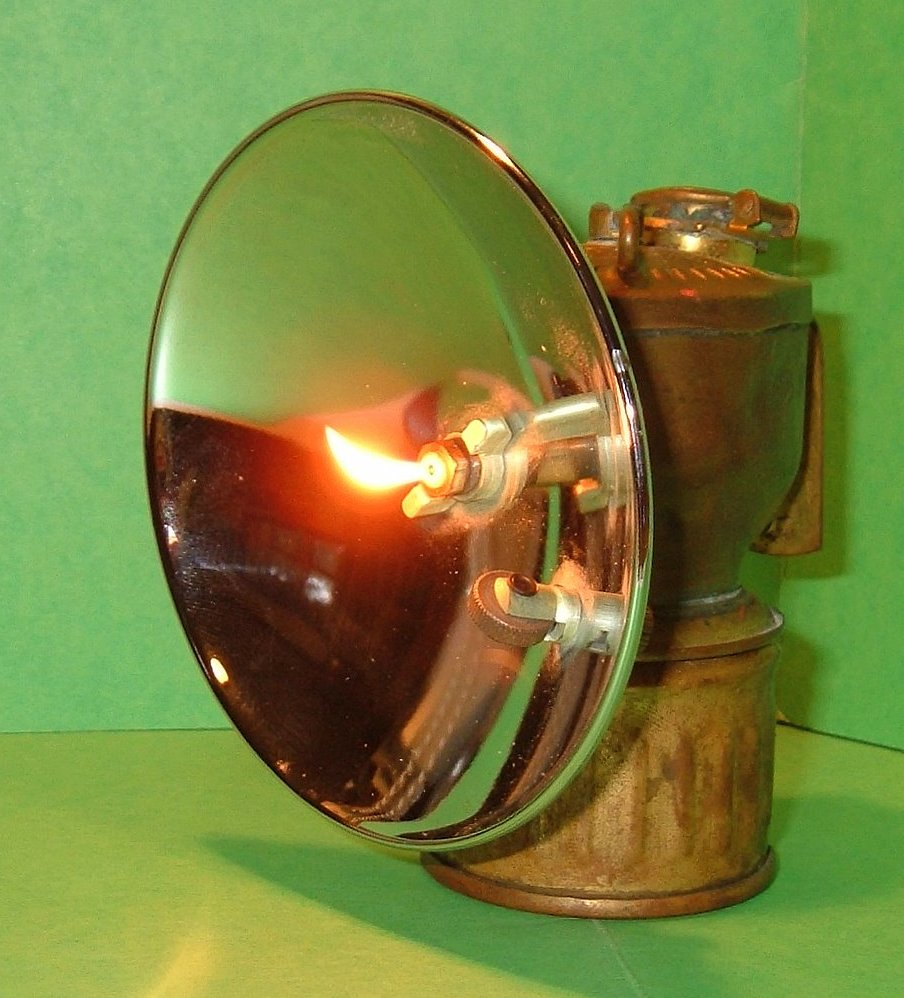
Lampe à acétylène.

L'acétylène fut également utilisé à petite échelle dans des applications d'éclairage public. La réaction permettant d'obtenir ce gaz n'est pas une distillation (ce qui l'exclut des gaz manufacturés si le critère des gaz manufacturés est la distillation), toutefois il se trouva mis en concurrence avec le gaz de houille.
Ainsi la ville de Callac située dans le département des Côtes-d'Armor et la région Bretagne s’équipe d’un éclairage public à acétylène en 1904. Ce système d'éclairage dura jusqu'à la fin de la Première Guerre mondiale et les années 1920 virent l'arrivée de l'éclairage électrique. L’acétylène arrivait un peu tard pour remplacer dans l’éclairage public le gaz de ville dont l’utilisation avait été révolutionnée en 1886 par l’emploi du manchon dû à Carl Auer von Welsbach ; si, en 1910, un millier de villes avaient adopté l’acétylène, le développement de l’éclairage électrique allait s’opposer à l’extension de cette utilisation.
La lampe à acétylène (ou lampe à carbure) est un moyen d'éclairage le plus souvent portable. Elle a été conçue par le Français Henri Moissan en 1892. La source lumineuse est la flamme de combustion du gaz acétylène, celui-ci résultant de la réaction de l'eau sur le carbure de calcium tous deux contenus dans la lampe.
L'acétylène est un alcyne de formule brute C2H2. Il a été découvert par Edmund Davy en Angleterre en 1836. En 1862, le chimiste français Marcellin Berthelot parvient à le synthétiser à partir de carbone et d'hydrogène sous l'action d'un arc électrique. En 1892, le gaz acétylène est produit de manière industrielle grâce au procédé découvert par le pharmacien français Henri Moissan pour fabriquer du carbure de calcium par la fusion du coke et du calcaire à très haute température dans un four à arc électrique. Au Canada, un autre chercheur va obtenir les mêmes résultats : Léopold Wilson. Avec l'industrialisation du carbure de calcium en Europe et aux États-Unis, on va pouvoir développer des systèmes d'éclairage autonomes, des générateurs miniatures qui vont très simplement domestiquer cette réaction entre l'eau et le carbure.

### Lumière oxhydrique
La lumière oxhydrique dite également lumière Drummond, contemporaine des gaz manufacturés est émise par un bloc de matière réfractaire porté à l'incandescence par la flamme d'un chalumeau oxhydrique (combinaison de l'oxygène et de l'hydrogène). Ce procédé, permettant d'obtenir une lumière très vive a été développé par Goldsworthy Gurney, en 1823,. Cette source lumineuse fut ensuite utilisée par un officier de la marine britannique Thomas Drummond, lors d'une mission topographique. Drummond remplaça l'argile utilisée par Gurney par de la chaux afin d'obtenir une lumière encore plus vive. Comme « chaux », se dit « lime » en anglais et « lumière », « light », les anglophones nomment cette lumière « limelight ».
La douceur de la lumière oxhydrique et son bon Indice de rendu de couleur en fait un moyen d'éclairage de choix dans les théâtres et autres lieux de spectacle à partir des années 1830, mais l'on discuta en 1868 de la possibilité de l'utilisation de l'oxygène à la place du gaz de houille comme moyen d'éclairage public. Des expériences furent tentées pour abaisser le coût de production de l'oxygène et une première réalisation concrète sera réalisée sur la place de l'hôtel de ville à l'instigation du barron Haussmann.
L'usage du dioxygène et de l'hydrogène comme gaz d'éclairage implique de dédoubler les canalisations, et l'emploi de régulateurs, pour maintenir exacte, la proportion des deux gaz à la sortie des brûleurs.

## Gaz de synthèse
En 1923, le procédé Fischer-Tropsch, breveté par les Allemands Franz Fischer et Hans Tropsch, est à l'époque destiné à la valorisation du charbon. Le procédé repose sur la réduction catalytique des oxydes de carbone par l’hydrogène en vue de les convertir en hydrocarbure. Son intérêt est de produire un mélange d’hydrocarbures qui est ensuite hydrocraqué (hydroisomérisé) afin de fournir du carburant liquide synthétique (synfuel) et du gaz, à partir du charbon.
À l'occasion, l’appellation gaz de synthèse ou syngas (abréviation de synthetic gas) fait son apparition qui englobe les gaz manufacturés ainsi que les expériences modernes pour créer des gaz synthétique essentiellement à partir des quatre éléments les plus répandus dans la nature : le carbone, l'oxygène, l'hydrogène et l'azote.

#### Personnalités
- Friedrich Accum
- Henry Cavendish
- Samuel Clegg
- Antoine Lavoisier
- Philippe Lebon
- Jan Pieter Minckelers
- William Murdoch
- Frédéric-Albert Winsor

#### Techniques
- Combustible
- Cornue
- Cokéfaction
- Craquage
- Distillateur
- Distillation
- Gazéification
- Gazogène
- Gazomètre
- Procédé Fischer-Tropsch
- Stockage du pétrole et du gaz

#### Éclairage
- Bec de gaz
- Candélabre
- Éclairage public
- Feux de la rampe
- Gaz à tous les étages
- Lampadaire
- Lampe à acétylène
- Lanterne
- Lumière oxhydrique
- Manchon à incandescence
- Réverbère

#### Sources
- Bois (et Résine (végétale))
- Charbon
- Charbon de bois
- Houille
- Huile
- Résine
- Schiste bitumineux
- Tourbe

#### Produits
- Dihydrogène
- Dioxyde de carbone
- Gaz à l'eau
- Gaz Blau
- Gaz combustible
- Gaz de couche
- Gaz de houille
- Gaz de pétrole
- Gaz de résine
- Gaz de synthèse
- Gaz de ville
- Gaz mixte
- Gaz naturel
- Gaz pauvre
- Gaz Pintsch
- Méthane
- Monoxyde de carbone

#### Sous-produits
- Anthracène
- Benzène
- Benzo(a)pyrène
- Coke (charbon)
- Composé organique volatil
- Essence de térébenthine
- Éthylène
- Gaïacol
- Goudron
- Goudron de houille
- Hydrocarbure aromatique polycyclique
- Méthanol
- Naphtalène
- Poix (matière)
- Propylène
- Pyrène
- Terpène

#### Dérivés
- Crésol
- Naphtaline
- Phénol
- Toluène